# House of Gold
"House of Gold" là một bài hát được viết và thu âm bởi ban nhạc alternative rock Twenty One Pilots cho album phòng thu thứ ba của họ Vessel. Bài hát cũng xuất hiện như bonus track trong album phòng thu thứ hai của họ, Regional at Best. "House of Gold" được phát hành như đĩa đơn thứ ba từ Vessel trên YouTube toàn cầu vào ngày 2 tháng 10 năm 2013. Hai video đã được làm cho bài hát. Video gốc được đạo diễn bởi Mark C. Eshleman. Video mới được đạo diễn bởi Greg Wells, và sản xuất bởi Warren Kommers.

## Danh sách bài hát
| Digital download / Stream | Digital download / Stream | Digital download / Stream |
| STT                       | Nhan đề                   | Thời lượng                |
| ------------------------- | ------------------------- | ------------------------- |
| 1.                        | "House of Gold"           | 2:43                      |

## Bảng xếp hạng
| BXH (2013)                       | Vị trí cao nhất |
| -------------------------------- | --------------- |
| US Alternative Songs (Billboard) | 10              |